# 村方乃々佳
村方 乃々佳（むらかた ののか、2018年〈平成30年〉5月31日 - ）は、日本の子役、歌手。愛称はののちゃん。

## 略歴
村方の母親は村方に子役としてのレッスンは受けさせず、成長記録としてスマートフォンで撮影した動画をYouTubeにアップロードしていた。母親は結婚前に保育士としての勤務経験がある。母親がSNSで偶然見つけて記念のつもりで応募した「寛仁親王牌 第35回童謡こどもの歌コンクール」（2020年11月）に参加し、童謡『いぬのおまわりさん』を歌唱。「こども」部門の銀賞を史上最年少（2歳5か月）で獲得し、愛らしい身ぶりや力強い歌声がSNSを中心に注目を集めた。2021年5月26日にソロアルバム「ののちゃん 2さい こどもうた」でキングレコードからCDデビューし、童謡歌手としては史上最年少（2歳361日）のリリースとなった。この記録は「アルバムをリリースした最年少ソロアーティスト」としてギネス世界記録に認定、2022年11月10日発行の『ギネス世界記録2023』に掲載されている。
YouTubeに公開された動画は2021年2月25日時点で約1383万回再生に達している。
2021年1月4日には公式YouTubeチャンネル「ののちゃんねる」を開設。チャンネル開設から1か月半で登録者数は30.9万人、チャンネル総再生回数は250万回にのぼった。
2022年9月5日には妹の日那乃（ひなの、通称ひーちゃん）が誕生しており、以降YouTubeチャンネルや公式SNSには2人で登場するようになっている。
5歳の誕生日を迎える2023年5月31日に、作詞を荒木とよひさ、作曲を馬飼野康二の書き下ろしによる初のオリジナルシングル「ドレミのかいだん」「はんぶんごっこ」「恋したけれど」の3曲を日本コロムビアより同時配信リリースした。

## 評価・反響
マイナビニュースは村方の母親に子育てについて取材した記事で、村方を「（2021年の）エンタメ界の牽引した歌姫」「国民的姪っ子」と紹介している。

### 韓国での反響
話題は日本国内に留まらず、韓国の男性アイドルグループJYJのジェジュンや、女性アイドルグループ少女時代のテヨンがSNSを通じてファンを公言している。また、ファンアートが流行するなど一時的に日本国内以上に注目を集めた。 両親の新設したSNSアカウントでは村方が韓国語を学ぶ映像を掲載。また、有志が開設した韓国人向けのInstagram公式ファンアカウントには「優しさで日韓関係を推し進めてくれる」といったコメントも寄せられた。両親も「韓国に乃々佳を連れて、人々の温かさを知らせたい」としていたが、活動が広がるにつれ、韓国の一部ネットユーザーから悪質なコメントが寄せられる事態もあり公式ファンアカウントは停止。悪質コメントは韓国メディアでも問題視され、村方側は法的措置を取ることを発表した。

## 出演

### テレビドラマ
- 連続ドラマW 坂の途中の家（2019年、WOWOW）※スチール[11]
- くるり〜誰が私と恋をした?〜（2024年4月9日 - 6月18日、TBS） - 豊田美緒 役[12]
- 最高のオバハン中島ハルコ〜マダム・イン・ちょこっとだけバンコク〜 第4話（2025年1月25日〈予定〉、東海テレビ・フジテレビ） - 斎藤直 役[13]

### 教育番組
- 子供たちに残したい 美しい日本のうた（2021年 - 、BS朝日）
- にほんごであそぼ（2021年度 - 2022年度、NHK Eテレ）

### 音楽番組
- 第5回ももいろ歌合戦 〜届け！希望の彼方へ〜（2021年、BS日テレ・ニッポン放送・ABEMAなど）
- THE MUSIC DAY〜音楽は止まらない〜（2021年、日テレ）
- ベストアーティスト2021（2021年、日テレ）
- Premium Music2022（2022年、日テレ）

### バラエティ番組
- ノブナカなんなん？（2021年3月7日、2022年1月19日、テレビ朝日）
- 知らなくて委員会（2021年3月29日、北海道放送）
- 1億3000万人のSHOWチャンネル（2021年5月15日、2021年7月24日、日テレ）
- ニンゲン観察バラエティモニタリング（2021年5月20日、2021年12月23日、2022年3月3日、2023年1月26日、TBS）
- スッキリ（2021年6月1日、日テレ）
- しゃべくり007（2021年6月7日、2022年6月20日、2023年5月29日、日テレ）
- 24時間テレビ44愛は地球を救う　想い〜世界は、きっと変わる。（2021年8月22日、日テレ）
- ヒルナンデス！（2021年8月30日、2021年9月26日、2022年4月5日、2022年4月20日、2022年8月15日、2023年4月24日、日テレ）
- あさチャン！（2021年9月15日、TBS）
- 霜降りミキXIT（2021年9月20日、TBS）
- 日テレ系秋の人気番組コラボSP（2021年10月3日、日テレ）
- 有田P おもてなす（2021年10月16日、NHK）
- オオカミ少年（2021年10月22日、TBS）
- ポケモンの家あつまる？（2021年11月21日、テレビ東京）
- 沼にハマってきいてみた（2021年12月20日、NHK）
- お笑いアカデミー賞（2021年12月21日、TBS）
- ウンナンのニッポン全国大表彰！国民的オブ・ザ・イヤー2021（2021年12月28日、日テレ）
- 見取り図×ニューヨークのなりたいテレビ（2021年12月29日、日テレ）
- 音ボケPOPS（2022年2月26日、MX）
- ノンストップ！（2022年8月3日、フジテレビ）
- 24時間テレビ45愛は地球を救う　会いたい！（2022年8月28日、日テレ）
- さんまのまんま（2022年10月3日、フジテレビ）
- キャッチ！（2022年10月28日、中京テレビ）
- ニノさん（2023年4月23日、日テレ）
- 歌のシン・トップテン（2023年5月14日、日テレ）

### CM
- 花王
  - クイックルJoan「家族とジョアン篇」（2021年-2023年）[14]
  - ハミング温感テクノロジー 令和版 服も心も「あったかいんだからぁ♪」（2021年） - クマムシと共演・WEBCM[15][16]
- アース製薬 おすだけアースレッド 無煙プッシュ「ゴキブリころころ」篇（2021年）[17]
- 東芝ライフスタイル ZABOON「ザブーンのうた」篇（2021年 - ）[18]
- 旭化成ホームプロダクツ「れいとうやさいのうた」（2021年） - WEBCM[19]
- ヤマハ発動機販売株式会社「電動アシスト自転車『ヤマハPAS』」（2021年）
- 伊藤ハムYoutubeチャンネル「ふたりでハムハム」テーマソング歌唱（2021年）
- スタジオアリス「HappyBirthday七五三」（2021年-2022年）
- 住宅情報館
  - 「2022年 年始挨拶篇」、「ののか店長／登場篇」（2021年12月 - ） - 橋本環奈と共演
  - 「ののか店長／いっこだけ篇」（2022年1月 - ） - 橋本環奈と共演
- ニチモフーズ きくらげの歌「ののか先生」篇（2022年） - WEBCM[20]

### 劇場アニメ
- 劇場版 シルバニアファミリー フレアからのおくりもの（2023年11月23日） - クレム・チョコレート 役[21]

### 舞台
- ミュージカル『SPY×FAMILY』2025年公演（2025年9月20日 - 28日〈予定〉、ウェスタ川越 / 10月7日 - 28日〈予定〉、日生劇場 / 11月5日 - 10日〈予定〉、梅田芸術劇場 メインホール / 11月17日 - 30日〈予定〉、博多座 / 12月12日 - 14日〈予定〉、やまぎん県民ホール / 12月20日・21日〈予定〉、静岡市清水文化会館 / 12月26日 - 30日〈予定〉、御園座） - アーニャ・フォージャー 役[22]

### ラジオ
- 高田文夫のラジオビバリー昼ズ（2021年9月10日、LF）
- 上白石萌歌のGIRLS LOCKS!（2022年2月24日、TFM）
- 藤田ニコルのあしたはにちようび（2023年4月15日、TBSラジオ）

### イベント
- TGC teen 2021 Summer supported by KIREIMO（2021年）[23]
- 熊本復興応援LIVE in KUMAMOTO（2021年）
- サントリー1万人の第九 in 大阪城ホール（2021年）
- Japan Vietnam Festival（2023年）

### 雑誌
- 朝日新聞出版「AERA with Baby」表紙
- 小学館「ベビーブック」
  - 付録「にんきものといっしょ♪おうちでたいけん！うたとあそびのDVD」
- 小学館「女性セブン」
- 講談社「たのしい幼稚園」
- ベネッセコーポレーション「ひよこクラブ」

## 作品

### 楽曲配信
| 発売日         | タイトル                                           | 規格品番   |
| -------------- | -------------------------------------------------- | ---------- |
| 2022年3月18日  | ベイビー・シャーク                                 | NOPA-3167  |
| 2022年4月27日  | ののちゃんとうたおう♪ ～こいのぼり                 | NOPA-3275  |
| 2022年4月27日  | ののちゃんとうたおう♪～せんせいとおともだち        | NOPA-3274  |
| 2022年5月31日  | ののちゃんとうたおう♪ ～Happy Birthday To You      | NOPA-3276  |
| 2022年6月29日  | ののちゃんとうたおう♪ ～たなばたさま               | NOPA-3494  |
| 2022年9月28日  | ののちゃんとうたおう♪ ～ニャニュニョのてんきよほう | NOPA-3495  |
| 2022年11月30日 | ののちゃんとうたおう♪ ～ジングルベル               | NOPA-3496  |
| 2022年12月28日 | ののちゃんとうたおう♪ ～おしょうがつ               | NOPA-3497  |
| 2023年3月1日   | ののちゃんとうたおう♪ 〜うれしいひなまつり         | NOPA-3498  |
| 2023年5月31日  | ドレミのかいだん                                   | COKM-44444 |
| 2023年5月31日  | はんぶんごっこ                                     | COKM-44445 |
| 2023年5月31日  | 恋したけれど                                       | COKM-44446 |

### アルバム
| 発売日        | タイトル                                                | 規格品番                                  | 備考     |
| ------------- | ------------------------------------------------------- | ----------------------------------------- | -------- |
| 2021年5月26日 | ののちゃん 2さい こどもうた                             | KICG-8461                                 |          |
| 2022年1月12日 | ののちゃん 3さい こどもうた                             | KIZC-655～6（CD+DVD） KICG-8476（CDのみ） |          |
| 2023年3月29日 | ののちゃん 4さい こどもうた                             | NOPA-4211                                 | 配信限定 |
| 2024年4月24日 | Smile〜みんな笑顔になーれ！〜                           | COCP-42245                                |          |
| 2025年2月19日 | ののちゃん 一年生になったら～卒園おめでとうスペシャル～ | KICG-758                                  |          |

### ミニアルバム
| 発売日        | タイトル                                     | 規格品番   | 備考     |
| ------------- | -------------------------------------------- | ---------- | -------- |
| 2022年3月18日 | ののちゃんとあそぼ♪ たのしい手あそびうたうた | NOPA-3165  | 配信限定 |
| 2022年8月3日  | ののちゃん こどもうた ～みかんの花咲く丘～   | KICG-8482  |          |
| 2024年11月1日 | ののちゃん クリスマスソング                  | COKM-45342 | 配信限定 |

### 映像作品
| 発売日        | タイトル                                                                    | 規格品番 |
| ------------- | --------------------------------------------------------------------------- | -------- |
| 2021年3月24日 | とんとんとんとん ひげじいさん～ののちゃん はじめてのレコーディング          | NOPV-337 |
| 2021年4月28日 | いぬのおまわりさん ～ののちゃん ミニ・オーケストラと〈同録〉したよ♪         | NOPV-352 |
| 2021年4月28日 | ねこふんじゃった ～ののちゃん ピアノと〈同録〉したよ♪                       | NOPV-353 |
| 2021年5月26日 | ママのおなか                                                                | NOPV-354 |
| 2022年1月12日 | むすんで ひらいて ～ののちゃんとあそぼ♪たのしい 手あそびうた                | NOPV-402 |
| 2022年1月12日 | あたま かた ひざ ポン ～ののちゃんとあそぼ♪ たのしい 手あそびうた           | NOPV-403 |
| 2022年1月12日 | なっとう なっとう ～ののちゃんとあそぼ♪ たのしい 手あそびうた               | NOPV-404 |
| 2022年1月12日 | グー チョキ パーで なに つくろう～ののちゃんとあそぼ♪ たのしい 手あそびうた | NOPV-405 |
| 2022年1月12日 | にんじゃに なっちゃった! ～ののちゃんとあそぼ♪ たのしい 手あそびうた        | NOPV-406 |

### 昔ばなし
| 発売日         | タイトル                                                              | 規格品番  |
| -------------- | --------------------------------------------------------------------- | --------- |
| 2022年6月1日   | ののちゃんの「むかーしむかし」昔ばなし～おおかみと しちひきのこやぎ   | NOPA-3285 |
| 2022年10月26日 | ののちゃんの「むかーしむかし」昔ばなし ～てぶくろ（ウクライナ民話）～ | NOPA-3286 |

## 書籍
- 歌って 笑って こねこと遊んだ ちいさいののちゃん（2021年6月19日、講談社）ISBN 978-4-06-524552-1[24]

## 受賞歴
- 「寛仁親王牌 第35回童謡こどもの歌コンクール」こども部門・銀賞[11]
- 「音読コンクール」個人の部 幼年国語教育会〈奨励賞〉[11]